# Ilex trichothyrsa
Ilex trichothyrsa är en järneksväxtart som beskrevs av Ludwig Eduard Loesener. Ilex trichothyrsa ingår i släktet järnekar, och familjen järneksväxter. Inga underarter finns listade i Catalogue of Life.